# 구인류
구인류는 여러 인류의 진화에서 나타난 과거 인류를 일컫지만, 일반적으로 기원전 100만년전 이후 나타난 인류를 말한다. 이에 따르면 호모 헤이델베르겐시스, 네안데르탈인이 구인류이다. 구인류는 현생인류와 제한된 혼혈을 이루었을 것으로 본다.(구인류와 현생인류의 혼혈)

## 같이 보기
- 인류의 진화